# Spread the sign
 (octobre 2021).
Spread the sign est un dictionnaire international pour les langues des signes.
Au début il n'y avait que six langues. Spread the sign est dirigée par l'ONG Sign language à Örebro en Suède. L'organisation est financée par différents projets,,.
Aujourd'hui[évasif] il y a plus de 300 000 signes dans la base de données de Spreadthesign. L'addition de nouveaux signes et langues est toujours en cours.
De 2016 à 2018, les efforts ont été d'améliorer la qualité des traductions du dictionnaire.
Spreadthesign est disponible en tant qu'application pour smartphone iPhone et en tant que site internet,.

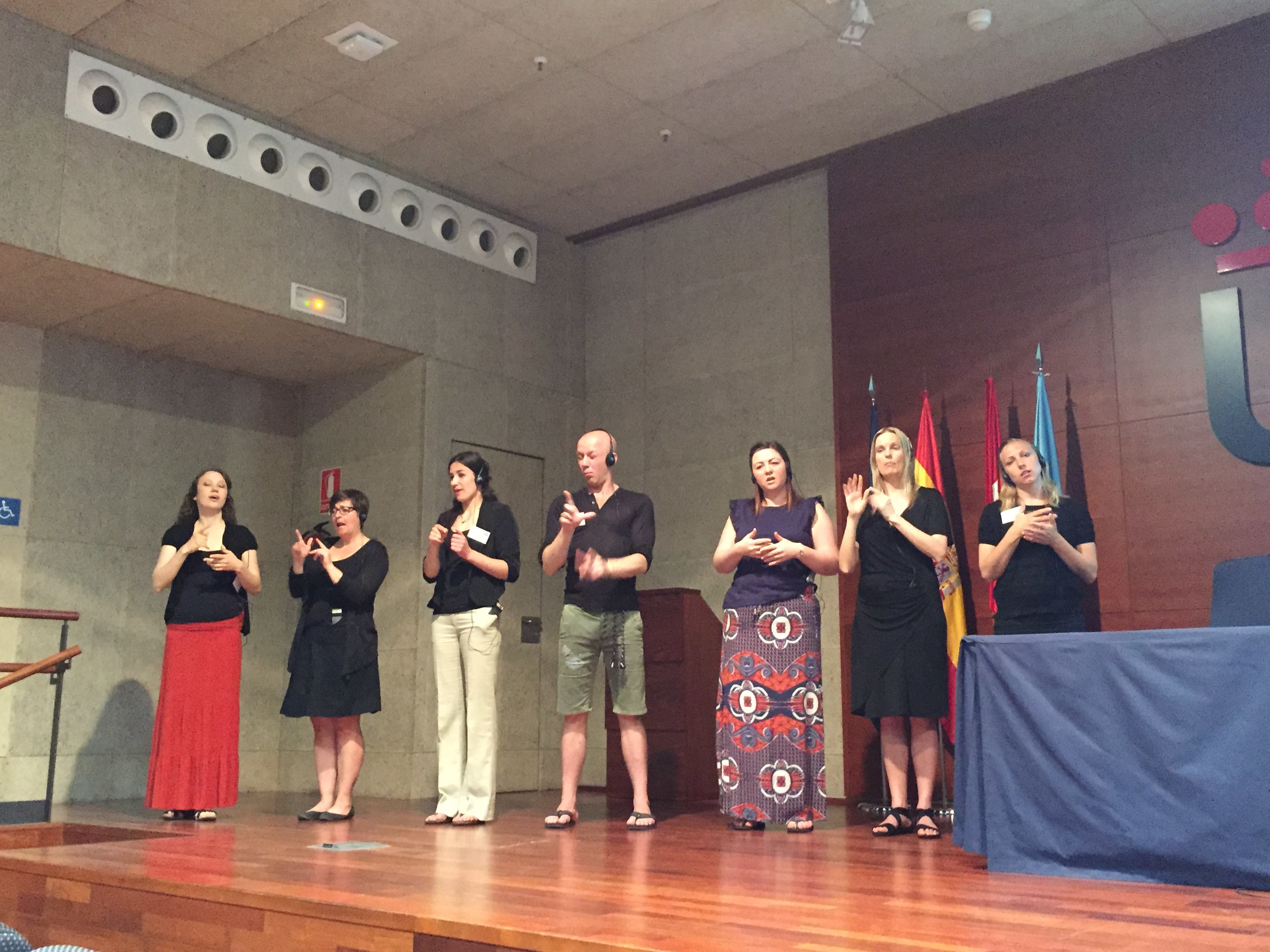
Inteprets en langue des signes de plusieurs pays dans un procjet avec spread the sign en 2015 à l'université Rey Juan Carlos

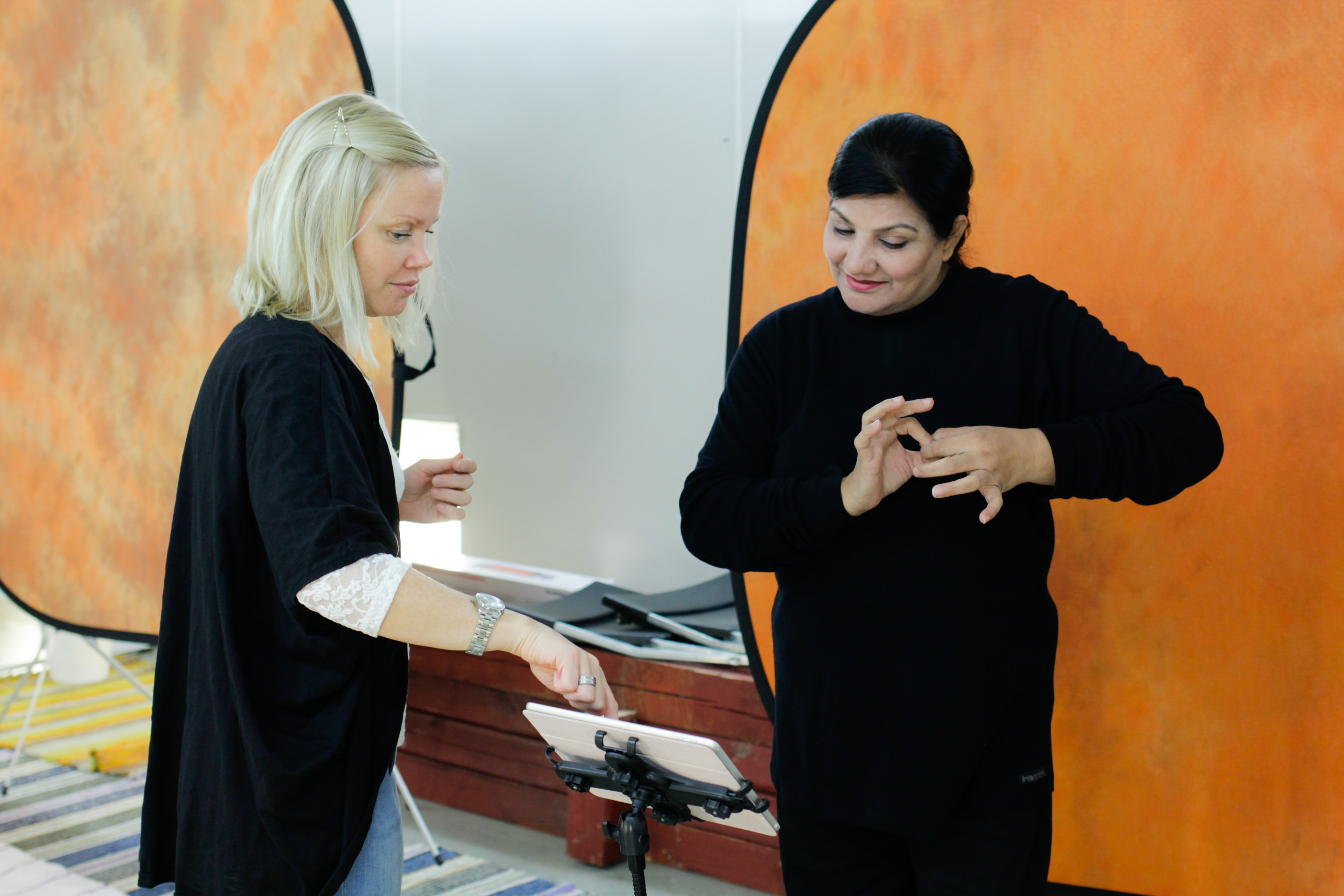
Sofia Wikström, une des membres de Spread the sign dans un studio avec l'acteur Ms. Rubina Tayyab Pakistanais

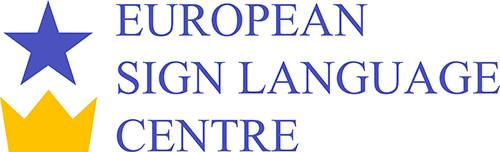
Logotype du centre européen des langues des signes, l'association qui gère spread the sign